# Qufu
Qufu (xinès: 曲阜, pinyin: Qufu, Wade-Giles: Ch'ü1-Fu4) és una ciutat al sud-oest de la província de Shandong, República Popular de la Xina. Es troba, a uns 130 quilòmetres al sud de la capital provincial Jinan i 45 quilòmetres al nord-est de la seu de la prefectura a Jining. Qufu té una població urbana de l'entorn de 60.000, tota la regió administrativa té uns 650.000 habitants.
Qufu és la ciutat natal de Confuci, que es creu tradicionalment que va néixer a la propera muntanya de Ni.